# Tony Goldwyn
Anthony Howard "Tony" Goldwyn, född 20 maj 1960 i Los Angeles, Kalifornien, är en amerikansk skådespelare, sångare, producent, filmregissör och politisk aktivist.
Goldwyn har varit gift med Jane Michelle Musky sedan 1987. Paret har två döttrar.

## Filmografi i urval
- 1986 – Fredagen den 13:e del VI - Jason lever
- 1990 – Ghost
- 1992 – Kuffs
- 1992 – Blodröda spår
- 1993 – Pelikanfallet
- 1994 – Skoningslöst spel
- 1995 – Sista ordet
- 1995 – Nixon
- 1996 – Plågad av skuld
- 1996 – The Boys Next Door (TV-film)
- 1997 – Och han älskade dem alla
- 1997 – Trouble on the Corner
- 1998 – Deras livs misstag
- 1999 – A Walk on the Moon (regi)
- 1999 – Legenden om Pocahontas
- 1999 – Tarzan
- 2000 – 6:e dagen
- 2000 – Tillbaka till kärleken
- 2001 – Trogen tjur sökes (regi)
- 2001 – An American Rhapsody
- 2002 – Joshua
- 2003 – Den siste samurajen
- 2005 – The L Word (TV-serie) (gästroll)
- 2006 – The Last Kiss (regi)
- 2007 – Dirty Sexy Money, avsnitt The Nutcracker (gästregissör)
- 2009 – The Last House on the Left
- 2010 – Conviction (regi)
- 2011 – The Mechanic
- 2012–2018 – Scandal (TV-serie)
- 2014 – Divergent
- 2023 – Plane
- 2023 – Murder Mystery 2